# Minerva Margarita Villarreal
Minerva Margarita Villarreal (Montemorelos, Nuevo León; 5 de abril de 1957-Monterrey, Nuevo León; 20 de noviembre de 2019) fue una poeta y editora mexicana. 

## Biografía
Aunque se licenció en sociología en 1981 y realizó estudios en esta materia en Israel, su vida ha girado en torno a la literatura. Estudió teatro bajo la dirección del maestro Sergio García en la Universidad Autónoma de Nuevo León, donde también, en 1998, se graduó de la maestría en letras españolas, que había realizado con el apoyo de la Universidad de Texas en El Paso, donde hizo una larga estancia que le permitió hacer la tesis Amor y erotismo en la poesía de David Huerta. Lectura de Historia. La UANL la ha distinguido con los premios a las Artes en 1991, por su destacada labor en las artes literarias (poesía y ensayo), y a la mejor tesis de maestría 1999, en el área de humanidades, y le ha otorgado además reconocimientos por su contribución a la cultura nuevoleonesa con una obra escrita en 2003, por su larga trayectoria en la labor docente en 2008 y por enriquecer el fondo editorial universitario en 2013.
En la UANL fue profesora de tiempo completo desde 1981 a la fecha en la Facultad de Filosofía y Letras. Ha sido directora de Publicaciones durante 2004 y 2005, periodo en el que dirigió la revista Armas y Letras y fundó y tuvo a su cargo la colección Ediciones del Festival Alfonsino en esos mismos años. Fue titular de la Secretaría de Proyectos Editoriales de la Facultad de Filosofía y Letras entre 2003 y 2004, departamento en el que coordinó la revista Cathedra. Desde 2005 fue directora de la Capilla Alfonsina Biblioteca Universitaria, donde dirigió a su vez la colección de poesía internacional El Oro de los Tigres, en homenaje a Alfonso Reyes traductor, y la revista Interfolia. También fundó y editó anualmente la colección Memoria, del Premio Internacional Alfonso Reyes. Formó parte de los comités Académico Operativo de la Cátedra Binacional México-Chile Gabriela Mistral (2008 a 2019) y del centenario del natalicio de Raúl Rangel Frías, que ha publicado el libro Iconografía y las Obras completas de Rangel Frías (2013 a 2019).
Fue vocal de la Corresponsalía Monterrey del Seminario de Cultura Mexicana, de 2008 a 2014; año en el que fue nombrada presidenta de esta corresponsalía. Fue vocal en el área de literatura del Consejo para la Cultura y las Artes de Nuevo León de 2010 a la fecha. El Instituto Estatal de las Mujeres la designó en 2011 consejera ciudadana, y, por el mismo Instituto posteriormente fue nombrada presidenta del Consejo de Participación Ciudadana de 2011 a 2012.
Perteneció al Sistema Nacional de Creadores de Arte desde 2011. En México, sus poemas han sido incluidos en numerosas antologías, entre las que cabe mencionar: Ávidas mareas (1988), compilado por Alejandro Sandoval; Poesía en acción. Lineamientos para motivar la creatividad (1991), de Ramón Iván Suárez Caamal; Ruido de sueños/Noise of Dreams. Un panorama de la nueva poesía en México: la generación 1940/1960 (1994), selección y traducción elaborada por El Grupo Tramontano de poetas norteamericanas; Mujeres que besan y tiemblan. Antología mexicana de poesía erótica femenina (1999), selección de Carmen Villoro; Vigencia del epigrama (2006), compilado por Héctor Carreto; Poemas para suspirar un siglo (2010), compilado por Mariana Hernández Jalil; Poesía de América Latina para el mundo (2013), compilado por Roberto Arizmendi; y en los anuarios de poesía mexicana del Fondo de Cultura Económica de los años 2005 a 2008. En el extranjero su poesía ha sido difundida en los libros: Poemas eróticos (Antología hispanoamericana) (Buenos Aires, Surcos, 1992), compilada por José Tarszys; Light from a Nearby Window. Contemporary Mexican Poetry (San Francisco, City Lights, 1993), selección de Juvenal Acosta; Arcade. L’écriture au féminin (Canadá, Bibliothèque Nationale du Québec/Bibliothèque Nationale du Canada, 2004); Región sin dónde. Antología de la poesía actual de Nuevo León, México (Punta Umbría, Huelva, España, Aullido. Revista de poesía 10/11, 2004); ¡Divas! New Irish Women’s Writing (Irlanda, Arlen House, 2005), editado por Nuala Ní Chonchúir; Güeras y Prietas. Celebrating 20 Years of Borderlands/La Frontera (Estados Unidos, Norma Elia Cantú y Christina L. Gutiérrez Editoras, 2009); Poetas de Iberoamérica. Más que el leopardo (Holguín, Cuba, Ático, Ediciones Holguín, 2007); Dentro do poema (Poetas mexicanos nascidos entre 1950 e 1959) (Fortaleza, Ceará, Brasil, 2009), con organización y estudio de Eduardo Langagne, traducción de Floriano Martins; y Poesía latinoamericana hoy. 20 países, 50 poetas (Argentina, Barataria Libros/México, Universidad Tecnológica de Hermosillo/Ediciones Fósforo/Paraguay, Arandurã Editorial, 2011), compilado por Roberto Arizmendi.
El grupo teatral Vidrio Rojo, bajo la dirección de Víctor Saca y con la actuación de Claudia Frías, llevó a cabo una puesta en escena de poemas de su libro Dama infiel al sueño en 1987, en la ciudad de Monterrey. Su obra poética ha sido estudiada en tesis de maestría en Universidad Estatal de San Diego y en la UANL; y analizada en mesas redondas en esta universidad y en la Benemérita Universidad Autónoma de Puebla. Ha sido entrevistada en el programa televisivo El sabor del saber, por Martha Chapa y Alejandro Ordorica, en 2011; en la revista La Quincena, que dedicó el número 120, de octubre de 2013, a su poesía y trabajo de promoción cultural; en el Instituto Tecnológico y de Estudios Superiores de Monterrey, por Ana Laura Santamaría, de la Cátedra Alfonso Reyes del mismo, en marzo de 2015; y en el programa de televisión Otras miradas de Radio y Televisión Española (RTVE), por Teresa Martín-Tadeo, en abril de 2015.
Colaboró en periódicos y revistas nacionales: Reforma, Milenio, La Jornada, Unomásuno; Tierra Adentro, La Gaceta (del Fondo de Cultura Económica), Plural, Paréntesis, Siempre!, Fronteras. Revista de Diálogo Cultural entre Fronteras de México, Casa del Tiempo, Reverso, Blanco Móvil, La Palabra y el Hombre, Crítica. Revista Cultural de la Universidad Autónoma de Puebla, La Otra. Revista de Poesía, Artes Visuales y Otras Letras, Caelum y Letras Libres. Así como en publicaciones periódicas extranjeras, entre las que cabe destacar: Revista Iberoamericana (Universidad de Pittsburg: Instituto Internacional de Literatura Iberoamericana), Revista de Literatura Mexicana Contemporánea (Universidad de Texas en El Paso), Anthropos. Huellas del Conocimiento (Barcelona, España), Fórnix. Revista de Creación y Crítica (Lima, Perú), Trilce (Chile), El Cobaya. Revista Cultural (Ávila, España), Exit. Revue de Poésie (Quebec, Canadá), Alĕre (Universidade do Estado de Mato Grosso, Brasil).
Fue cofundadora y codirectora, junto con José Javier Villarreal, de la revista Hogaza: Hoja de Poesía (1983-1988). Asimismo, fundó y estuvo al frente, con Víctor Manuel Mendiola, de la colección Ráfagas de Poesía, publicada en 2011 y 2012 por Ediciones El Tucán de Virginia y el Consejo para la Cultura y las Artes de Nuevo León. Ha sido miembro de los consejos de redacción del Periódico de Poesía, de la Universidad Nacional Autónoma de México, y de la revista cultural La Tempestad; integrante de los consejos editoriales de las revistas Tierra Adentro, del Consejo Nacional para la Cultura y las Artes, y Paréntesis. En la actualidad es miembro del Consejo Consultivo de la revista Luvina, de la Universidad de Guadalajara (2004 a la fecha); del Consejo Editorial de la revista literaria Caelum, de la Universidad Autónoma de Coahuila (2011 a la fecha); del Comité Editorial de Violeta, por una cultura de equidad, revista del Instituto Estatal de las Mujeres (2011 a la fecha), en la que creó y fue responsable de la sección Barco de orquídeas; y del Consejo de Dictaminadores de la Revista de Literatura Mexicana Contemporánea de la Universidad de Texas en El Paso. En el Consejo para la Cultura y las Artes de Nuevo León integra el Comité de Dictaminadores en el área de Literatura (2004 a la fecha) y el Consejo Editorial y la Comisión de Literatura (2011 a la fecha). Editó, entre otros, los libros Prosa sin que (2011), de José Alvarado, compilado y prologado por José de la Colina y con epílogo de Gabriel Zaid y Moneda de tres caras (2013), de Francisco Hernández. Trabajó en los comités editoriales de los libros: Monterrey. Correo literario de Alfonso Reyes (2008), publicado con motivo del 120 aniversario del natalicio y cincuenta aniversario del fallecimiento de este notable humanista, y Los días de Fuentes (2009), en homenaje por los ochenta años de Carlos Fuentes. 
Fue jurado de los concursos de Literatura Joven Universitaria de la UANL en 1991 y 1992 y de los premios de Poesía Aguascalientes (1993 y 2017), Nacional de Poesía Joven Gutierre de Cetina (2008), de Poesía Hispanoamericana Festival de la Lira, de la Fundación Cultural Banco del Austro de Ecuador (2011), Nacional de Poesía de Venezuela (2012), Nacional de Poesía Enriqueta Ochoa (2012) e Interamericano de Literatura Carlos Montemayor (2014). 
Publicó las entrevistas que ha hecho a distinguidos escritores como Elena Garro (en Junto a una taza de café, 1994), Eduardo Milán (en Poetas uruguayos de los ‘60, volumen I, Uruguay, Ediciones Rosgal, 1997), José Kozer (en JJJJ160, 2011), Tomás Segovia (en Apalabrarse. Conversaciones con Tomás Segovia, 2012) y Julio Ortega (en Idas y retornos de una aventura literaria. Homenaje a Julio Ortega, 2012).
Participó como conferencista y con lecturas de poemas en diversas actividades y eventos del país y del extranjero, entre los que cabe destacar: el Homenaje Internacional por el Centenario de Luis Cernuda, en Sevilla, España, en 2002; el IV Festival Internacional de Poesía Luna de Locos, en Pereira, Colombia, donde hizo lecturas de poesía, en 2010; el IX Festival Mundial de Poesía de Venezuela, en 2012; el Congreso Perú Transatlántico 2014, organizado por la Pontificia Universidad Católica del Perú y la Universidad Brown, en Lima, Perú, donde presentó la conferencia magistral “Antonio Cisneros: Hacia una cristiandad subvertida”.
Participó en el Encuentro de Poetas del Mundo Latino, en los años 1989, 2010 y 2011; en el Congreso Internacional de Poesía y Poética, en Puebla, en 2007 y 2013; en el Encuentro Iberoamericano de Poesía Carlos Pellicer Cámara, en Villahermosa, Tabasco, en 2008 y 2014; en Encuentro Internacional de Escritores Literatura en el Bravo, en Ciudad Juárez, en 2008, 2009 y 2013; en distintas ediciones de las ferias internacionales del libro de Monterrey; en Arteaga, Coahuila; de Guadalajara, y del Palacio de Minería y del Zócalo, estas dos en la Ciudad de México.
En Norteamérica dio a conocer su obra en la Universidad de Texas en El Paso; la Universidad de Texas-Pan American, en la que participó en las ediciones de 2007 y 2014 del Festival of International Books & Arts (Festiba); la Universidad de Texas en San Antonio; Universidad Estatal de Nuevo México, en Las Cruces; donde impartió un taller en el marco del Border Book Festival; la Universidad de Nuevo México en Albuquerque; y en la Universidad de Misuri-Kansas City.
En Canadá intervino en el Congreso Anual de la Asociación Canadiense de Hispanistas, en la Universidad de Manitoba, en Winnipeg, en 2004; en las ediciones de 2007 y de 2010 del WordFest Festival des Mots, en Calgary; en la Universidad de Calgary, en 2007 y 2010; en el Festival International de la Poésie, en Trois-Rivières, en 2008; en el XL Rencontre Québécoise Internationale des Écrivains, auspiciado por la Académie de las Lettres de Quebec, en 2012; y en el XV Festival de la Poésie de Montréal, organizado por Maison de la Poésie, en Montreal, en 2014.
En Europa realizó una lectura de poemas de su libro Adamar traducidos al francés en la Embajada de Canadá en Francia, en el marco del Salon du Livre, en París, en 2009. En España, en 2010, leyó su obra en el evento “De la luz y otras heridas”, dentro del ciclo literario La Estafeta del Viento, en la Casa de América, en Madrid, en la Biblioteca Pública de Zamora, León; y en 2014 leyó poemas en el evento “Tres poetas del Norte de México”, en el Centro de Arte Moderno, en Madrid, y en las Jornadas de Poesía Mexicana, en la Universidad de Granada en la que también dictó la conferencia “Mujeres de poemas largos y cabellos cortos: la lírica mexicana hoy”, presentó su libro Tálamo (2013) en la Librería Juan Rulfo del Fondo de Cultura Económica de España, en Madrid, y en el ciclo “El violinista y los poetas en el tejado”, en el Centro Cultural Generación del 27, en Málaga. En 2015 dictó las conferencias “Semblanza de Alfonso Reyes” en el Seminario Alfonso Reyes, la edad de Plata y Toledo, en la Universidad de Castilla-La Mancha, y “De cómo sin saber bucear logras sumergirte en el paraíso de la nada o el tesoro de la escritura”, en la Universidad de León. Presentó su más reciente libro De amor y furia. Epigramísticos (2015) en la Librería Letras, en Ávila; en la Librería Juan Rulfo del Fondo de Cultura Económica, en Madrid; en Librería Hojablanca, en Toledo; en la Biblioteca de Andalucía, en Granada; en el Centro Andaluz de las Letras, en Málaga; en la Biblioteca Regional Mariano D. Berrueta de la Diputación de León.
En la administración de la Capilla Alfonsina Biblioteca Universitaria de la UANL organizó eventos anuales, como son el Día Internacional del Libro y la develación de la placa conmemorativa del Premio Internacional Alfonso Reyes, esta con el apoyo de la Rectoría de la UANLy en coordinación con el Conarte, el Instituto Nacional de Bellas Artes, la Sociedad Alfonsina Internacional, el ITESM, la Universidad de Monterrey y la Universidad Regiomontana. 
Asimismo, desde 2009, las cinco ediciones de la colección El Oro de los Tigres han sido presentadas por notables personalidades literarias del país, de Latinoamérica y del mundo, la mayoría de las cuales ha colaborado en esta como autores o traductores: José Kozer (en 2009); Tomás Segovia, Jesús Munárriz y Omar Lara (en 2010); Franc Ducros y Gabriel Magaña (en 2011); José María Espinasa (2013); y Marco Antonio Campos (2015).
En 2006 organizó, en conjunto con el Cinematógrafo Folía Lumière, el Conaculta y con la Filmoteca de la UNAM, el ciclo de cine Fósforo... Regresa al cine. Una exploración retrospectiva a la obra crítica cinematográfica de Alfonso Reyes y Martín Luis Guzmán. En el marco del Fórum Monterrey 2007, preparó, con el respaldo del Gobierno del Estado de Nuevo León y el Conarte, la exposición internacional Alfonso Reyes: El sendero entre la vida y la ficción. Dibujos, caricaturas y fotografías, con la curaduría de Héctor Perea y conferencia magistral de Elena Poniatowska. En 2009 hizo posible que Rogelio Cuéllar montara una muestra fotográfica titulada José Emilio Pacheco: No me preguntes cómo pasa el tiempo, en homenaje a los sesenta años de vida de este poeta, narrador y traductor. En 2010 entrevistó públicamente a Tomás Segovia, en el marco de los treinta años de la Capilla Alfonsina de la UANL. En 2014 se sumó a la celebración nacional de los cien años del natalicio de Octavio Paz con la exhibición de fotografías del archivo del Conaculta e INBA. Invitó a la traductora Selma Ancira y a la pianista Silvia Navarrete a que presentaran su espectáculo Mi madre y la música, de Marina Tsvietáieva, en el Aula Magna del Colegio Civil Centro Cultural Universitario de la UANL. Y en 2015, con el apoyo del Seminario de Cultura Mexicana, presidió la presentación de libros y un recital de violonchelo de Carlos Prieto.
Además, gracias a la jefatura que desempeña en la Capilla Alfonsina de la UANL —que resguarda la biblioteca personal de Alfonso Reyes, declarada patrimonio de la nación—, y en virtud del conocimiento especializado que tiene sobre la vida y obra de este escritor, ha publicado artículos, ensayos, antologías de la poesía de Reyes y organizado seminarios, presentaciones de libros y de ponencias en torno a la obra completa de este autor. Dictó las conferencias “Un hallazgo alfonsino”, en el coloquio “Alfonso Reyes y las Ciencias Sociales. Homenaje a 120 años de su nacimiento”, en la UNAM, y “Alfonso Reyes: el hacedor”, en el marco de la inauguración de la exposición Alfonso Reyes y los territorios del arte, en el Museo Nacional de Arte (México), ambas en 2009; así como “Alfonso Reyes: Litoral del arte”, en la inauguración de la exposición Alfonso Reyes y los territorios del arte, en el Museo del Noreste de Monterrey, en 2010; y “Alfonso Reyes: el deslinde de una literatura sin fronteras o la enredadera de los géneros”, en el II Foro Iberoamericano de la Lengua Española, en Zacatecas, en 2013.
El 20 de noviembre de 2019 Minerva Margarita Villareal falleció a los 62 años consecuencia las complicaciones del cáncer que padecía.

## Obra

### Poesía
- Hilos de viaje (Monterrey, Hogaza, 1982).
- Palabras como playas (Ediciones Papel de Envolver, Luna Hiena, Xalapa, Veracruz, Universidad Veracruzana, segunda época, número 11, 1990).
- Dama infiel al sueño (Cuarto Menguante, Guadalajara, Universidad de Guadalajara/Xalli, 1991).
- Pérdida (Libros del Bicho 76, México, Premiá Editora de Libros/Gobierno del Estado de Nuevo León, 1992).
- Epigramísticos (Los Cincuenta, México, Consejo Nacional para la Cultura y las Artes, Coordinación Nacional de Descentralización/Instituto Coahuilense de Cultura, 1995).
- La paga común del corazón más secreto (Colección Liminal, México, Consejo Nacional para la Cultura y las Artes, Coordinación Nacional de Descentralización/Puentelibre, 1995).
- El corazón más secreto (México, Aldus, 1996/Universidad de Ciencias y Artes del Estado de Chiapas).
- Adamar (México, Consejo para la Cultura y las Artes de Nuevo León/Verdehalago, 1998).
- De amor es la batalla, en coautoría con Daniel Kent (Guadalajara, Rayuela, 2002).
- El corazón más secreto (Monterrey, Consejo para la Cultura y las Artes de Nuevo León/Mantis editores, segunda edición, 2003).
- Adamar (México, Consejo para la Cultura y las Artes de Nuevo León/Verdehalago, segunda edición, 2003).
- La condición del cielo (As de Oros, México, Colibrí/Gobierno del Estado de Puebla, 2003).
- Adaimer. Adamar (Trois-Rivières, Québec, Écrits des Forges/Tlaquepaque, Jalisco, Mexique, Mantis editores, 2008), edición bilingüe, traducido del español al francés por Françoise Roy.
- Herida luminosa (Práctica Mortal, México, Consejo Nacional para la Cultura y las Artes, 2008).
- Herida luminosa (Práctica Mortal, México, Consejo Nacional para la Cultura y las Artes, segunda edición, 2009).
- Tálamo (Biblioteca Mexiquense del Bicentenario, Letras 22, Poesía, México, Gobierno del Estado de México, Consejo Editorial de la Administración Pública Estatal, 2011).
- Tálamo (Monterrey, Ediciones Hiperión/Universidad Autónoma de Nuevo León, 2013).
- Gabriel Zaid. Apartado M 8534. (Antología) (Práctica Mortal, México, Consejo Nacional para la Cultura y las Artes, Dirección General de Publicaciones, 2014).
- De amor y furia. Epigramísticos (Colección Diástole, Granada, Esdrújula Ediciones, 2015).
- Vike: un animal dentro de mi (Monterrey, Nuevo León, Editorial An.Alfa.Beta, 2018).[3]

### Antologías
- Nuevo León. Brújula solar. Poesía (1876-1992) (México, Letras de la República, Consejo Nacional para la Cultura y las Artes, 1994), antología crítica de poesía nuevoleonesa; edición, selección, estudio preliminar y notas.
- Afuera llueve el polvo. —Antología poética de Andrés Huerta— (Cuadernos del Unicornio 11, Monterrey, Universidad Autónoma de Nuevo León, Facultad de Filosofía y Letras/Instituto de Seguridad y Servicios Sociales de los Trabajadores del Estado, 1991); edición, prólogo y selección
- Por las horas despiertas (Monterrey, Universidad Autónoma de Nuevo León, 2001), de Horacio Salazar Ortiz; edición, prólogo y selección.
- Gajo de cielo. Antología poética(Monterrey, Universidad Autónoma de Nuevo León, 2004. Monterrey, Universidad Autónoma de Nuevo León, segunda edición, 2011), de Alfonso Reyes; edición y selección.
- Dieciséis semanas en una isla desierta. (Antología extrema para lectores en tránsito) (México, Universidad Autónoma de Nuevo León/Porrúa, 2006); edición, selección y presentación en coautoría con José Javier Villarreal.
- Pasiones y naufragios (México, Universidad Autónoma de Nuevo León/Porrúa, 2007); edición, selección y presentación en coautoría con José Javier Villarreal.
- De algún tiempo a esta parte. Antología poética (Monterrey, Universidad Autónoma de Nuevo León, Facultad de Filosofía y Letras, 2009), de José Emilio Pacheco; edición, prólogo y selección.
- Elogio de la fugacidad. Antología poética 1958-2009 (Biblioteca Premios Cervantes, Madrid, Fondo de Cultura Económica/Universidad de Alcalá de Henares, 2010), de José Emilio Pacheco, publicada con motivo del Premio Miguel de Cervantes 2009; prólogo y selección.
- Sol de Monterrey (Ráfagas de Poesía, Monterrey, Consejo para la Cultura y las Artes de Nuevo León/El Tucán de Virginia, 2011), de Alfonso Reyes; edición, selección y presentación.
- El cuchillo y la luna (Ráfagas de Poesía, Monterrey, Consejo para la Cultura y las Artes de Nuevo León/El Tucán de Virginia, 2011), poesía reunida de Samuel Noyola; edición, selección y presentación en coautoría con Víctor Manuel Mendiola.
- Un espejo que viaja (Ráfagas de Poesía, Monterrey, Consejo para la Cultura y las Artes de Nuevo León/El Tucán de Virginia, 2012), de Jorge Cantú de la Garza; edición, selección y nota introductoria en coautoría con Rodrigo Alvarado.
- Todo es poesía en Granada. Panorama poético (2000-2015). José Martín de Vayas (antólogo). Granada: Esdrújula Ediciones, 2015.

## Premios
- Premio Plural 1986, otorgado por la revista cultural Plural, del diario Excélsior, en el género de poesía, por el poemario Los abandonados.
- Premio Nacional de Poesía Nuevo Reino de León 1986, del Gobierno del Estado de Nuevo León, por el poemario Desde temprano.
- Premio Nacional Alfonso Reyes 1990, del Ayuntamiento de Monterrey, por su libro Pérdida.
- Premio Internacional de Poesía Jaime Sabines 1994, por su libro El corazón más secreto.
- Premio de Poesía del Certamen Internacional de Literatura Letras del Bicentenario Sor Juana Inés de la Cruz 2010, del Gobierno del Estado de México, por el poemario Tálamo.
- Premio de Honor Naji Naaman’s Literary Prizes 2013, otorgado por la Naji Naaman’s Foundation for Gratis Culture, de Líbano, por el contenido y estilo de su obra.
- En 2011 fue homenajeada por su trayectoria literaria en la Universidad Nacional Autónoma de México con sede en San Antonio Texas y la Universidad de Texas en San Antonio, en el marco del III Encuentro de Escritores Letras en la Frontera.
- En 2013 el Instituto Mexiquense de Cultura del Gobierno del Estado de México le dio un reconocimiento por su aportación al acervo literario del país, en la XII Feria Estatal del Libro, en Texcoco.
- Premio Nacional de Poesía Aguascalientes 2016, por su libro Las maneras del agua.

## Reseñas
- Reseña “La condición celeste de Minerva Margarita Villarreal” de Sebastián Pineda Buitrago en el periódico digital El Tiempo, de Colombia, 18 de marzo de 2015
- Reseña “Tálamo” de Juan Carlos Abril en la Estafeta del Viento. Revista de Poesía de la Casa de América
- Reseña “Historia de amor” de Jorge de Arco, en Andalucía Información, 26 de mayo de 2014